# PowerBook Duo

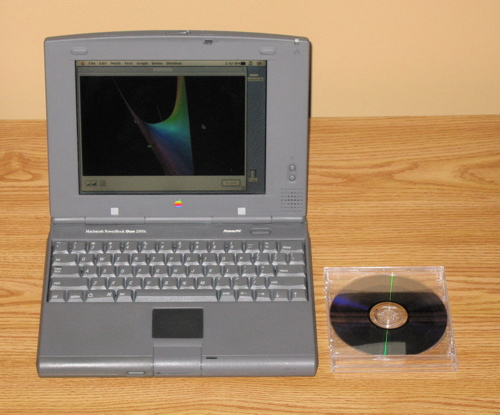
Apple PowerBook Duo 2300c.

Les PowerBook Duo sont une série d'ordinateurs ultra-portables commercialisés par Apple entre octobre 1992 et février 1997. L'originalité des PowerBook Duo est qu'ils étaient conçus pour être connectés à un dock qui étendait leurs capacités.
Sept modèles de PowerBook Duo sont sortis : les Duo 210, 230, 250, 270c, 280, 280c et 2300c. Les Duo 2xx étaient basés autour de processeurs Motorola 68030 ou 68LC040 cadencés à 25 ou 33 MHz, le Duo 2300c étant le seul à utiliser un processeur PowerPC, bien plus puissant (un PowerPC 603e à 100 MHz en l'occurrence).
Les PowerBook Duo pesaient généralement moins de 2 kg (les ordinateurs portables de l'époque pesaient souvent plus de 3 kg, voire 4 kg), faisaient environ 3,5 cm d'épaisseur et intégraient des écrans LCD de 8,4 ou 9,1 pouces de diagonale. À cause de leur faible épaisseur, ils n'intégraient qu'un minimum de composants et de ports : ils n'avaient pas de lecteur de disquette et ni port ADB, ni port SCSI (seul un port Série/Réseau local était présent). Leur point fort était le connecteur 152 broches à l'arrière qui permettait de les connecter à un dock spécifique, et qui conférait au Duo, une fois connecté, de l'espace de stockage supplémentaire, une coprocesseur arithmétique, plus de mémoire cache, une large connectique, un lecteur de disquette, des slots d'extension NuBus, ou encore de la mémoire vidéo pour connecter un écran externe.

## Les modèles de PowerBook Duo
Les PowerBook Duo 2xx sont équipés soit de processeurs Motorola 68030 soit  68LC040 cadencés entre 25 et 33 MHz. Lorsque Apple utilisa à partir de 1994 des processeurs type PowerPC, il a nécessité presque 2 ans pour que les PowerBook Duo en soient équipés (2300c).   Le premier PowerPC 601 tout comme le premier 68040, dissipent trop de chaleur et consomment trop d'énergie pour qu'Apple puisse l'utiliser dans un ordinateur portable. Mais avec l'arrivée du powerPC 603e, plus efficace que ses prédécesseurs a permis son utilisation dans le PowerBook Duo 2300c tout comme dans grand frère, la série des PowerBook 5300. 
| Lancement    | Modèle              | Processeur / Fréquence  | RAM (min.-max.) | Retrait       | Compatible   | OS recommandé |
| ------------ | ------------------- | ----------------------- | --------------- | ------------- | ------------ | ------------- |
| Octobre 1992 | PowerBook Duo 210   | 68030 25 MHz            | 4-24MB          | Octobre 1993  | System 7.1   | Mac OS 7.6.1  |
| Octobre 1992 | PowerBook Duo 230   | 68030 33 MHz            | 4-24MB          | Juillet 1994  | System 7.1   | Mac OS 7.6.1  |
| Octobre 1993 | PowerBook Duo 250   | 68030 33 MHz            | 4-24MB          | Mai 1994      | System 7.1.1 | Mac OS 7.6.1  |
| Octobre 1993 | PowerBook Duo 270c  | 68030 33 MHz/ 68882 FPU | 4-32MB          | Mai 1994      | System 7.1.1 | Mac OS 7.6.1  |
| Avril 1994   | PowerBook Duo 280   | 68LC040 33 MHz          | 4-40MB          | Novembre 1994 | System 7.1.1 | Mac OS 8.1    |
| Avril 1994   | PowerBook Duo 280c  | 68LC040 33 MHz          | 4-40MB          | Janvier 1996  | System 7.1.1 | Mac OS 8.1    |
| Août 1995    | PowerBook Duo 2300c | PowerPC 603e 100 MHz    | 8-56MB          | Fevrier 1997  | System 7.5.2 | Mac OS 9.1    |

## Les docks

### PowerBook Duo Dock
- lancement : octobre 1992
- prix au lancement : 500 $

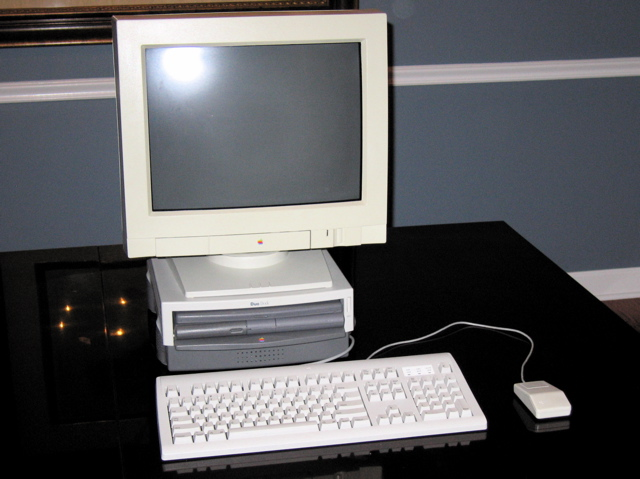
Duo Dock

- coprocesseur Motorola 68882 (optionnel)
- 512 Kio de VRAM (extensible à 1 Mio)
- disque dur de 230 Mo (optionnel)
- lecteur disquette 3,5" 1,44 Mo
- 2 slots d'extension NuBus
- 1 port SCSI
- 1 port ADB
- 2 ports série (imprimante et modem externe)
- port Ethernet AAUI-15
- sortie vidéo DA-15
- entrée et sortie son

### PowerBook Duo MiniDock
- lancement : octobre 1992
- prix au lancement : 390 $
- 512 Kio de VRAM
- lecteur disquette 3,5" 1,44 Mo
- 1 port SCSI
- 1 port ADB

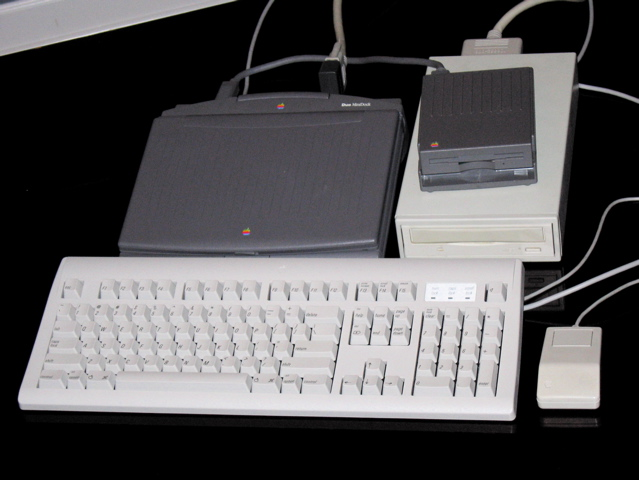
MiniDock

- 2 ports série (imprimante et modem externe)
- port HDI-20 pour disque dur externe
- sortie vidéo DA-15
- entrée et sortie son

### PowerBook Duo Dock II
- lancement : mai 1994
- prix au lancement : 530 $
- coprocesseur Motorola 68882
- 32 Kio de mémoire cache de niveau 2
- 1 Mio de VRAM
- disque dur de 230 Mo (optionnel)
- lecteur disquette 3,5" 1,44 Mo
- 2 slots d'extension NuBus
- 1 port SCSI
- 1 port ADB
- 2 ports série (imprimante et modem externe)
- port Ethernet AAUI-15
- sortie vidéo DA-15
- entrée et sortie son

### PowerBook Duo Dock Plus
- lancement : mai 1995
- prix au lancement : 900 $
- 1 Mio de VRAM
- disque dur de 230 Mo
- lecteur disquette 3,5" 1,44 Mo
- 2 slots d'extension NuBus
- 1 port SCSI
- 1 port ADB
- 2 ports série (imprimante et modem externe)
- port Ethernet AAUI-15
- sortie vidéo DA-15
- entrée et sortie son